# نبرد هریرود

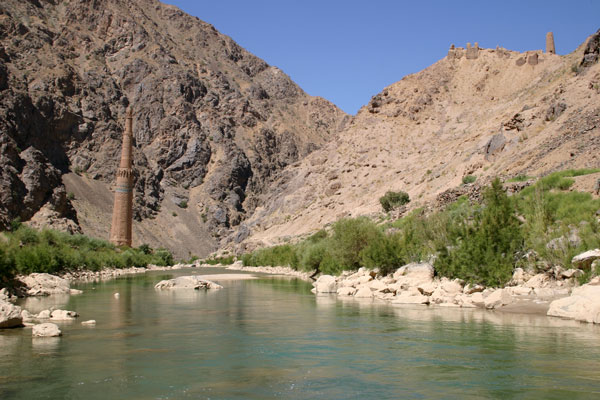
فیروزکوه، رودخانه هاری، بارهای میانی در افغانستان، مناره و بقایای باستان شناسی جام، سواحل رودخانه در افغانستان

نبرد هریرود در ۲۰۸ پیش از میلاد میان امپراتوری سلوکی به رهبری آنتیوخوس سوم در مقابل دولت یونانی باختر درگرفت. سلوکی‌ها به پیروزی رسیده و پایتخت دشمن، بلخ، را محاصره کردند. پس از محاصره‌ای سه‌ساله، میان دو طرف صلح برقرار شد.